# استین شارس
استین شارس (هلندی: Stijn Schaars; زاده ۱۱ ژانویهٔ ۱۹۸۴) بازیکن فوتبال اهل هلند است.

## تیم ملی
وی سابقه ۱۹ بازی و ۰ گل ملی برای تیم ملی فوتبال هلند در کارنامه دارد، همچنین پست تخصصی او، هافبک است.